# Castell de Fuensaldaña
El castell de Fuensaldaña és un castell de plana situat a la localitat de Fuensaldaña, a 6 km de Valladolid.

## Història
Va ser construït al segle xv per la família Vivero com a residència senyorial. Es va iniciar el 1451, per encàrrec del Sr Alonso Pérez de Vivero, Comptador Major del Rei Joan II, i va ser conclòs pel seu successor Juan de Vivero, segon Comte de Fuensaldaña i protector del matrimoni secret dels Reis Catòlics, celebrat al seu Palau de Valladolid.

## Descripció i característiques
La seva fesomia és la típica d'un castell senyorial, amb torre de l'homenatge, de 34 m d'alçada i de secció rectangular, i un senzill recinte quadrat amb cubs a les cantonades. Al pati d'armes s'hi ha construït l'hemicicle de les Corts de Castella i Lleó. A la torre s'hi accedia per un pont llevadís. Té tres pisos interiors i un soterrani comunicats per una escala de cargol de planta quadrada que arriba fins a una terrassa emmerletada i amb quatre garites a les cantonades que es prolonguen fins a terra en quatre fines torretes. Cada pis consta d'una àmplia estança abovedada, proveïda de finestres amb reixes.

## Estat de conservació
El 1983 el castell va ser restaurat per la Diputació Provincial de Valladolid per convertir-lo en parador turístic, un ús que no va arribar a tenir, en ser cedit per a la seu de les Corts de Castella i Lleó, prèvia transformació i adaptació del seu interior a les necessitats dels seus nous ocupants.

## Propietat i ús

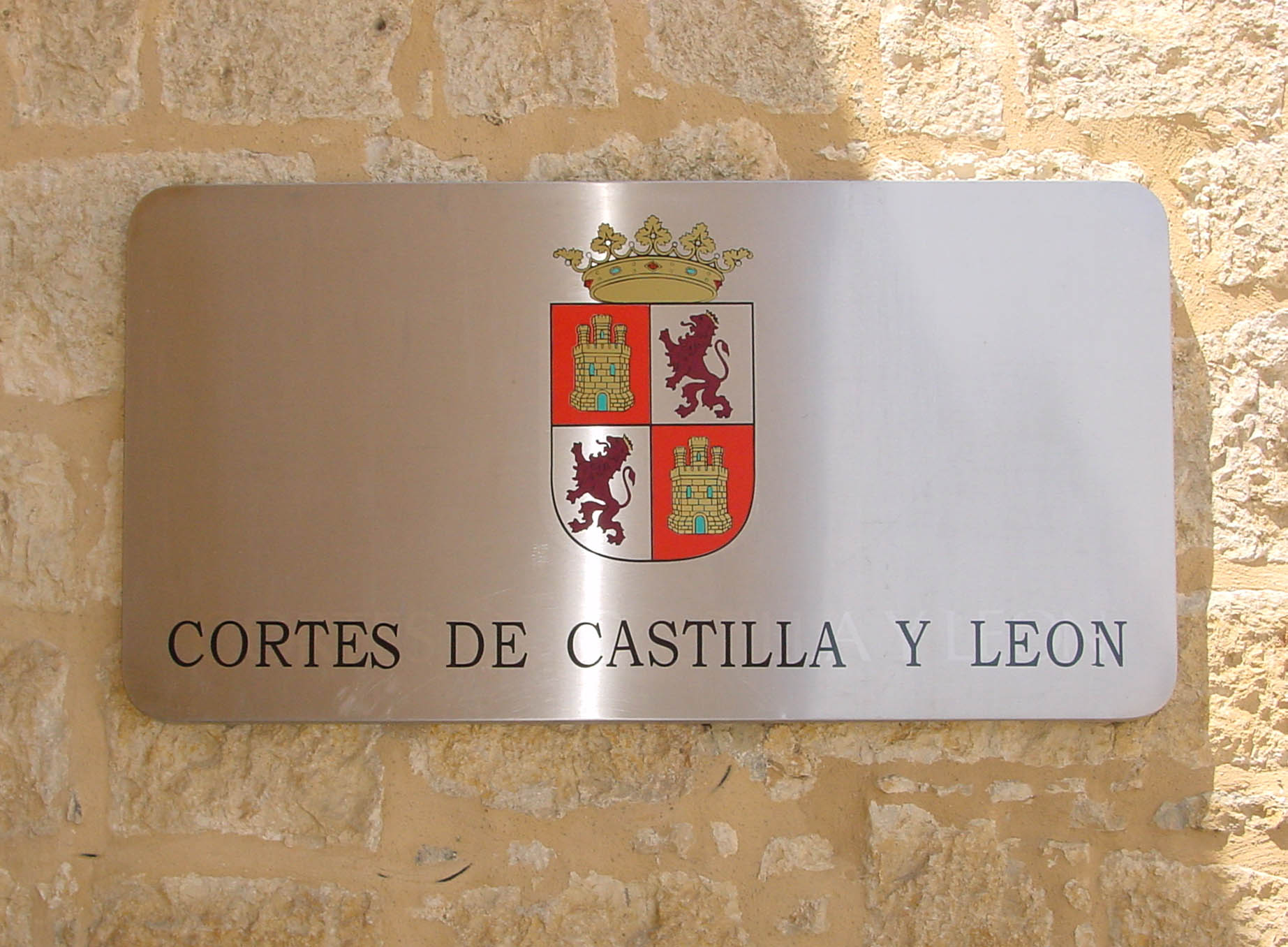
Cartell de les Corts de Castella i Lleó, al castell de Fuensaldaña

És propietat de la Diputació Provincial de Valladolid, però va ser cedit a la Junta de Castella i Lleó, que l'utilitzà com a seu de les Corts de Castella i Lleó fins que foren traslladades a la nova seu de Valladolid el juny de 2007, al començament de la VII legislatura autonòmica.
El castell, durant gairebé un quart de segle, ha contingut per tant les dependències del Parlament de Castella i Lleó, tant l'hemicicle com les oficines dels grups parlamentaris, així com la biblioteca, les sales de comissions i els diferents serveis administratius. L'última sessió plenària que es va celebrar al Castell de Fuensaldaña va tenir lloc els dies 13 i 14 de març de 2007, tancant la VI Legislatura. La sessió constitutiva de la VII Legislatura, que va tenir lloc el 19 de juny de 2007, ja es va celebrar a la nova seu de les Corts de Castella i Lleó.

## Protecció
Aquest edifici es troba sota la protecció de la Declaració genèrica del Decret de 22 d'abril de 1949, i la Llei 16/1985 sobre el patrimoni històric espanyol. És visitable en grups. L'accés és lliure, però l'interior és restringit i cal fer sol·licitud prèvia a l'Ajuntament per visitar-lo.